# Radstadt

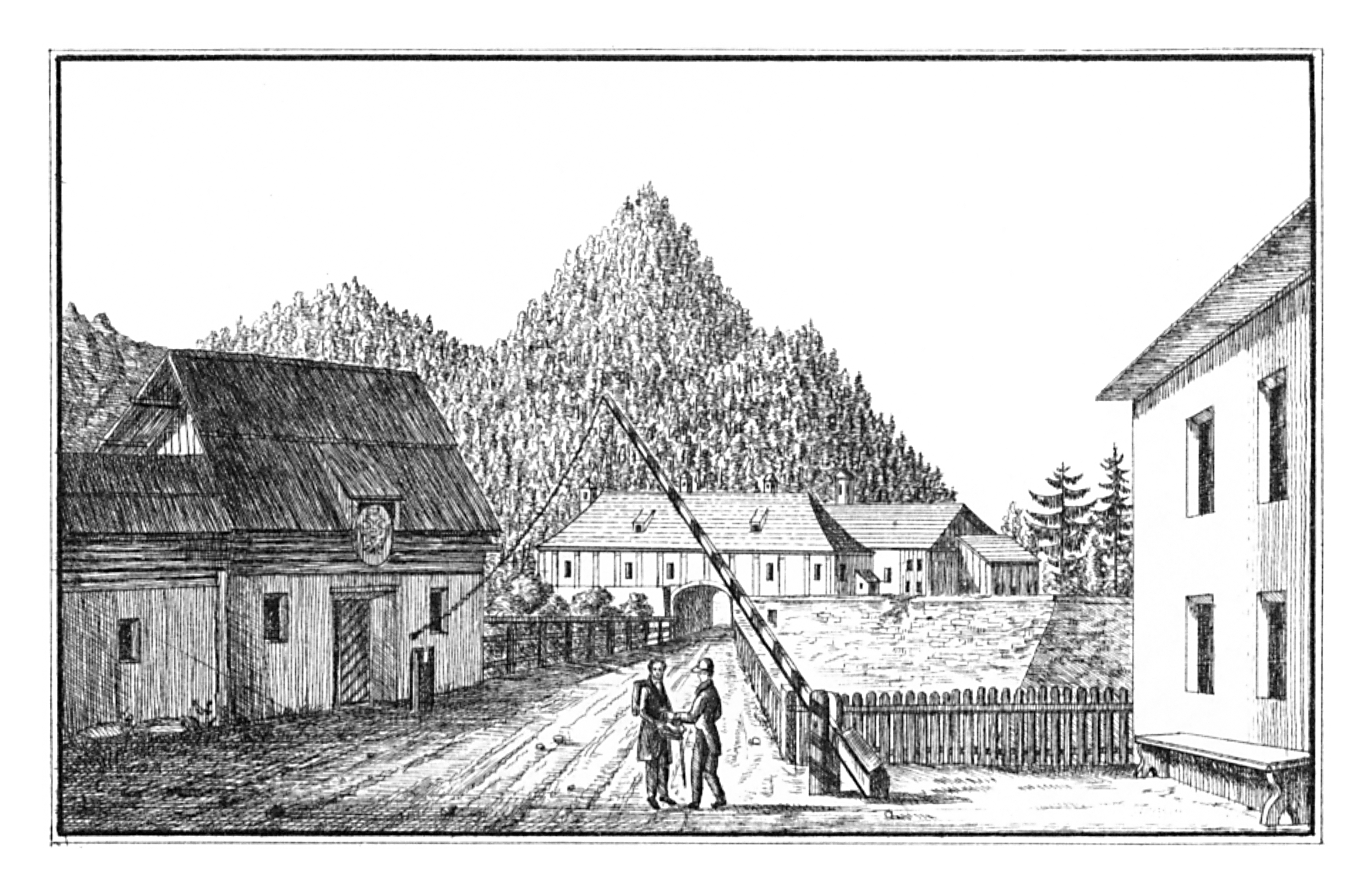
Mandling, die Mautstelle an der Grenze zur Steiermark, lith. um 1830

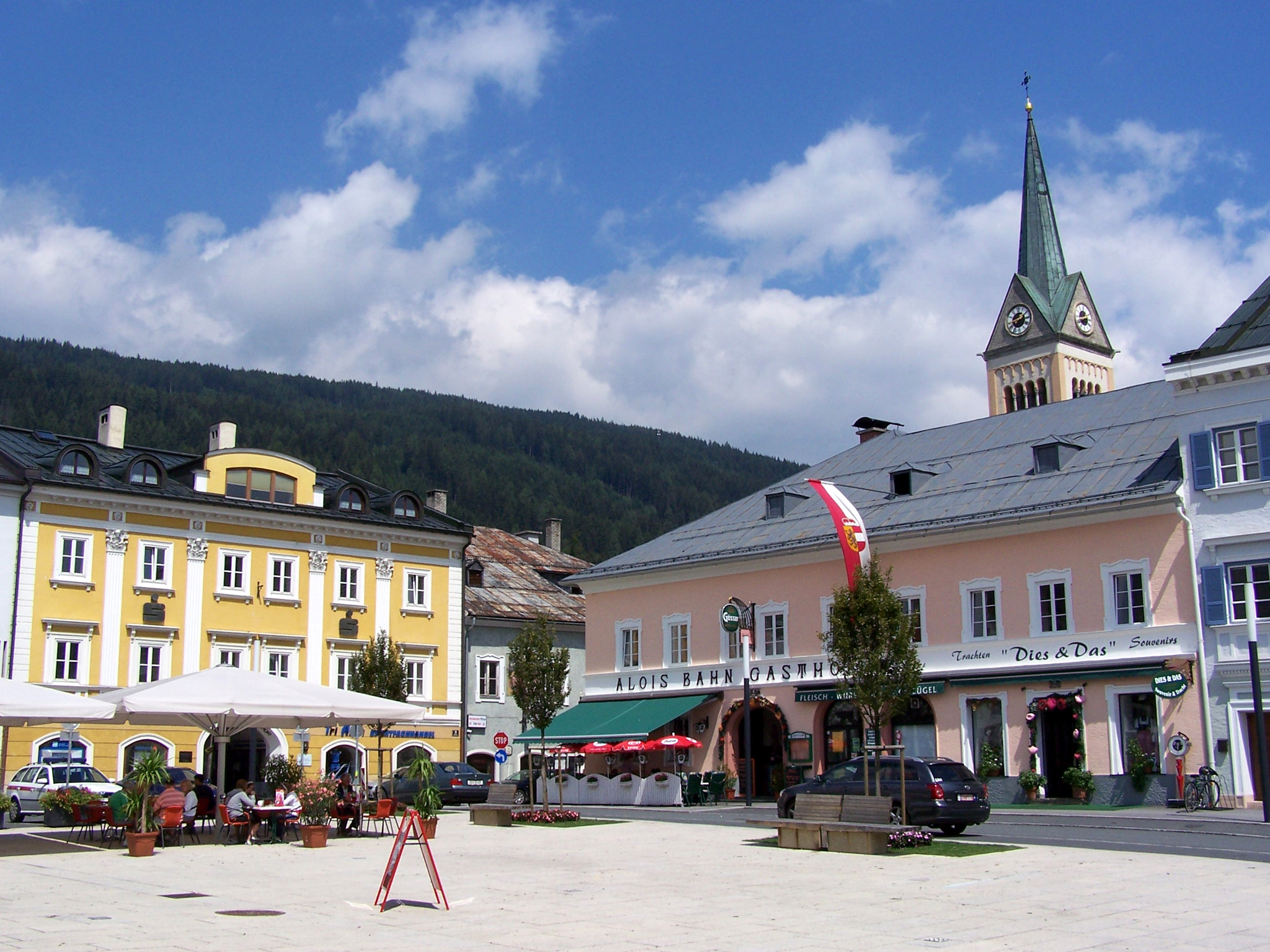
Der Hauptplatz von Radstadt

Radstadt ist eine Stadtgemeinde im österreichischen Land Salzburg mit 5042 Einwohnern (Stand 1. Jänner 2024).
Sie wird auch die „alte Stadt im Gebirge“ genannt und ist als Wintersportort bekannt.

## Geografie
Radstadt liegt auf 858 m Höhe im Pongau und ist das Zentrum des Ennspongaus. Die Gemeindefläche beträgt 60,82 km². Die Gemeinde gehörte bis 2004 zum Gerichtsbezirk Radstadt und ist seit dem 1. Jänner 2005 Teil des Gerichtsbezirks Sankt Johann im Pongau. Der Hausberg ist der Rossbrand mit 1768 m Höhe.
Berge in der Umgebung:
- Kemahdhöhe, 1557 m (Gondelbahn, Wander-, Ski- und Rodelgebiet)
- Predigtstuhl, 1305 m
- Roßbrand, der Hausberg von Radstadt, 1768 m (Bergbahn ab Filzmoos)
- Seekarspitze, 2350 m
- Seekareck, 2217 m
- Vorderer und hinterer Gaisstein

### Gemeindegliederung
Das Gemeindegebiet umfasst folgende fünf Katastralgemeinden bzw. gleichnamige Ortschaften (in Klammern Einwohnerzahl Stand 1. Jänner 2024):
- Höggen (484)
- Löbenau (716)
- Mandling (345)
- Radstadt (2588)
- Schwemmberg (909)

Radstadt ist Mitglied im Verband Kleine historische Städte.

### Nachbargemeinden
| Eben       | Filzmoos                                    |                 |
| Altenmarkt | Kompassrose, die auf Nachbargemeinden zeigt | Schladming (GB) |
|            | Untertauern                                 | Forstau         |

### Klima
|                        | Jan  | Feb  | Mär  | Apr  | Mai  | Jun  | Jul  | Aug  | Sep  | Okt  | Nov  | Dez  |   |      |
| Mittl. Temperatur (°C) | −4,5 | −2,7 | 1,6  | 6,2  | 11,5 | 14,4 | 16,4 | 15,8 | 11,8 | 7,2  | 1,3  | −3,3 | ⌀ | 6,4  |
| Mittl. Tagesmax. (°C)  | 0,5  | 3,2  | 8,1  | 13,3 | 18,7 | 21,2 | 23,5 | 23,0 | 18,9 | 14,3 | 6,2  | 0,9  | ⌀ | 12,7 |
| Mittl. Tagesmin. (°C)  | −8,4 | −7,3 | −3,0 | 0,9  | 5,6  | 8,9  | 10,9 | 10,7 | 7,1  | 2,8  | −2,1 | −6,8 | ⌀ | 1,7  |
|                        |      |      |      |      |      |      |      |      |      |      |      |      |   |      |
| Niederschlag (mm)      | 62   | 57   | 76   | 68   | 104  | 147  | 169  | 159  | 108  | 70   | 67   | 67   | Σ | 1154 |
|                        |      |      |      |      |      |      |      |      |      |      |      |      |   |      |
| Luftfeuchtigkeit (%)   | 73,9 | 63,6 | 55,8 | 48,4 | 48,0 | 51,7 | 51,8 | 52,8 | 54,8 | 57,0 | 69,8 | 77,7 | ⌀ | 58,8 |

| −8,4 |

| −7,3 |

| −3,0 |

| 0,9 |

| 5,6 |

| 8,9 |

| 10,9 |

| 10,7 |

| 7,1 |

| 2,8 |

| −2,1 |

| −6,8 |

| −8,4 |

| −7,3 |

| −3,0 |

| 0,9 |

| 5,6 |

| 8,9 |

| 10,9 |

| 10,7 |

| 7,1 |

| 2,8 |

| −2,1 |

| −6,8 |

## Geschichte
Die Gegend um Radstadt war bereits im 4. Jahrhundert v. Chr. zur Zeit der Kelten bewohnt. Später befand sich an der wichtigsten Nord-Süd-Verbindung zwischen Salzburg (Juvavum) und Aquileia eine römische Siedlung. Im 7. Jahrhundert begann die Besiedelung durch die Bayern. Der Name des Ortes ist 1074 als Rastat (Raststätte, Pausenort der Fuhrleute), 1092 als Radestat und 1139 wiederum als Rastat erwähnt.
Aus dieser Ansiedlung entstanden schließlich Altenmarkt und das jüngere Radstadt, das als Grenzfestung strategische Bedeutung hatte, so dass die Rechte des älteren Altenmarkt allmählich auf Radstadt übergingen.
Die Stadterhebung am 27. Juli 1289 durch den Salzburger Erzbischof Rudolf von Hohenegg und die Haltung während der Bauernkriege 1525/26 (der Ort hielt 5.000 Bauern unter der Führung von Michael Gaismair stand) brachten der Stadt verschiedenen Freiheiten, unter anderem eine eigene Bürgergarde. 1527 erhielt Radstadt für seine Treue von Erzbischof Lang den großen Freiheitsbrief und den Titel „Allzeit getreu“ bzw. „Die allzeit Getreue“. Zur Entschädigung mussten die vormaligen Belagerer die drei runden Ecktürme zur wehrtechnischen Verbesserung bauen. In Radstadt wurde 1528 der als evangelischer Märtyrer gestorbene Georg Scherer enthauptet.
In den Jahren 1731/32 mussten aufgrund des erzbischöflichen Emigrationsediktes über 3000 Protestanten auswandern, viele davon nach Ostpreußen.
Anfang des 19. Jahrhunderts wechselten österreichische, bayrische und französische Besatzungen einander ab, bis Salzburg 1849/50 ein selbständiges österreichisches Kronland wurde.
1875 wurde die Bahnlinie Bischofshofen–Selzthal fertiggestellt.
Überregionale Aufmerksamkeit erlangten in den 1920er Jahren die auf der Radstadter Freilichtbühne dargebotenen Aufführungen der von Matthias Jäger in Filzmoos wiederentdeckten „Comedy vom Jüngsten Gericht“ in der Bearbeitung von Alois Außerer.
1938 wurden die Gemeinden Radstadt-Stadt und Radstadt-Land zusammengeschlossen.

## Politik

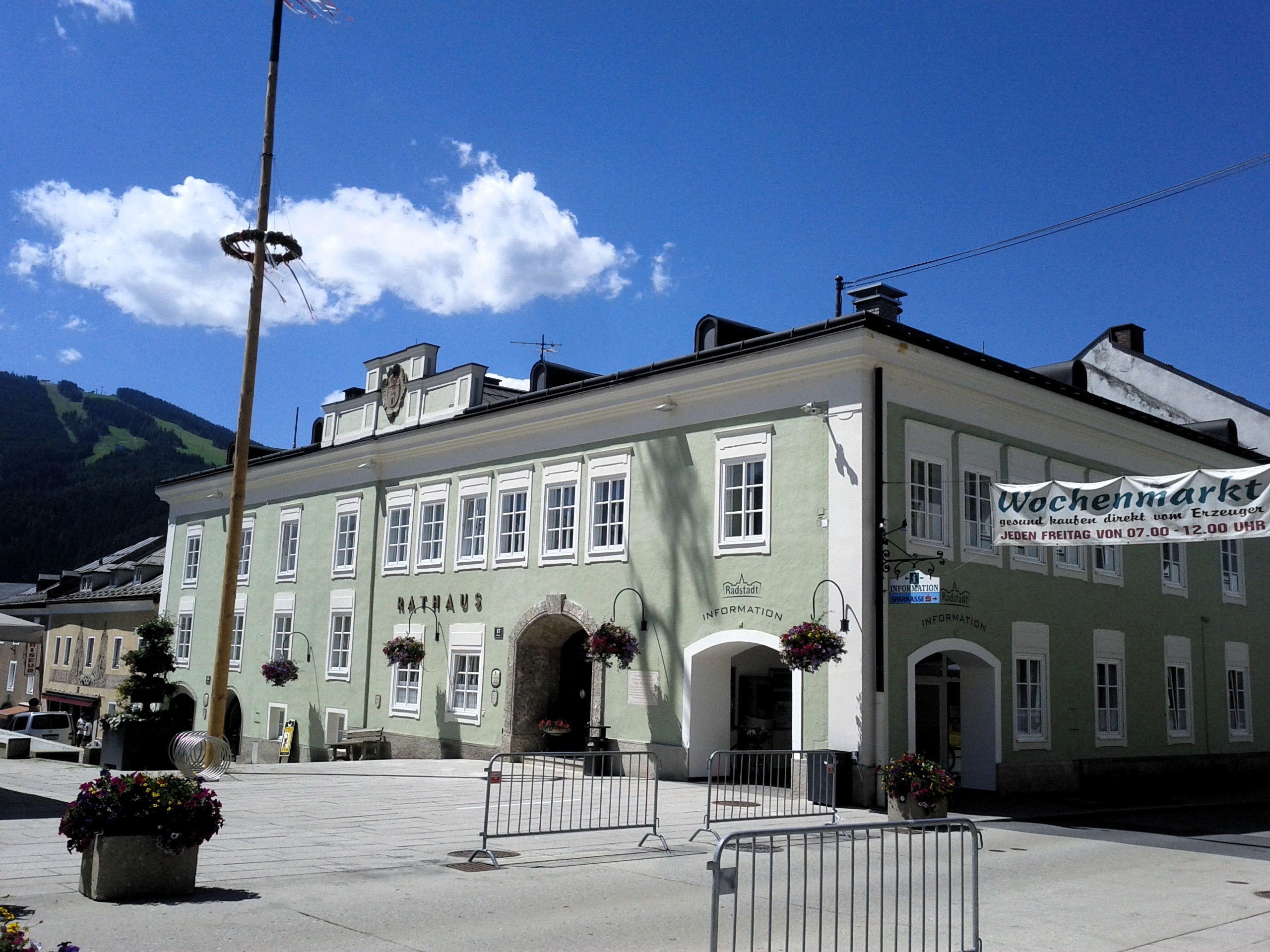
Rathaus der Gemeinde

### Gemeinderat
| Gemeinderatswahl 2024Wahlbeteiligung: 67,9 % 6050403020100 51,8 % (+8,3 %p)25,3 % (−6,9 %p)22,8 % (−1,5 %p) ÖVPFPÖSPÖ20192024 |

Die Gemeindevertretung hat insgesamt 25 Mitglieder, bis 2024 waren es 21.
- Mit den Gemeindevertretungs- und Bürgermeisterwahlen in Salzburg 2004 hatte die Gemeindevertretung folgende Verteilung: 11 ÖVP, 8 SPÖ, und 2 FPÖ.
- Mit den Gemeindevertretungs- und Bürgermeisterwahlen in Salzburg 2009 hatte die Gemeindevertretung folgende Verteilung: 10 ÖVP, 7 SPÖ, und 4 FPÖ.
- Mit den Gemeindevertretungs- und Bürgermeisterwahlen in Salzburg 2014 hatte die Gemeindevertretung folgende Verteilung: 10 ÖVP, 7 SPÖ, und 4 FPÖ.
- Mit den Gemeindevertretungs- und Bürgermeisterwahlen in Salzburg 2019 hatte die Gemeindevertretung folgende Verteilung: 9 ÖVP, 7 FPÖ, und 5 SPÖ.[4]
- Mit den Gemeindevertretungs- und Bürgermeisterwahlen in Salzburg 2024 hat die Gemeindevertretung folgende Verteilung: 13 ÖVP, 6 FPÖ und 6 SPÖ.[5]

### Bürgermeister
- 1999–2019 Josef Tagwercher (ÖVP)[6]
- 2019–2023: Christian Pewny (FPÖ)[7]
- seit 2023: Katharina Prommegger (ÖVP)[8][9]

### Wappen
Blasonierung: „In rotem Schild eine silberne Stadtmauer mit je zwei Zinnen beiderseits des ebenfalls mit zwei Zinnen bekrönten und zweifenstrigen Stadttorbaues mit rundbogigem Tor. Hinter der Mauer erheben sich beiderseits je ein Turm mit einem viereckigen Fenster unter zwei rundbogigen Doppelfenstern, leicht vorkragendem Obergeschoß mit zwei breitrechteckigen Fenstern und beiderseits abgewalmtem Satteldach. Der Raum zwischen den Türmen und dem Torbau ist durch ein silbernes Rad (seit 1306 im Stadtsiegel) mit acht Speichen ausgefüllt.“

## Kultur und Sehenswürdigkeiten

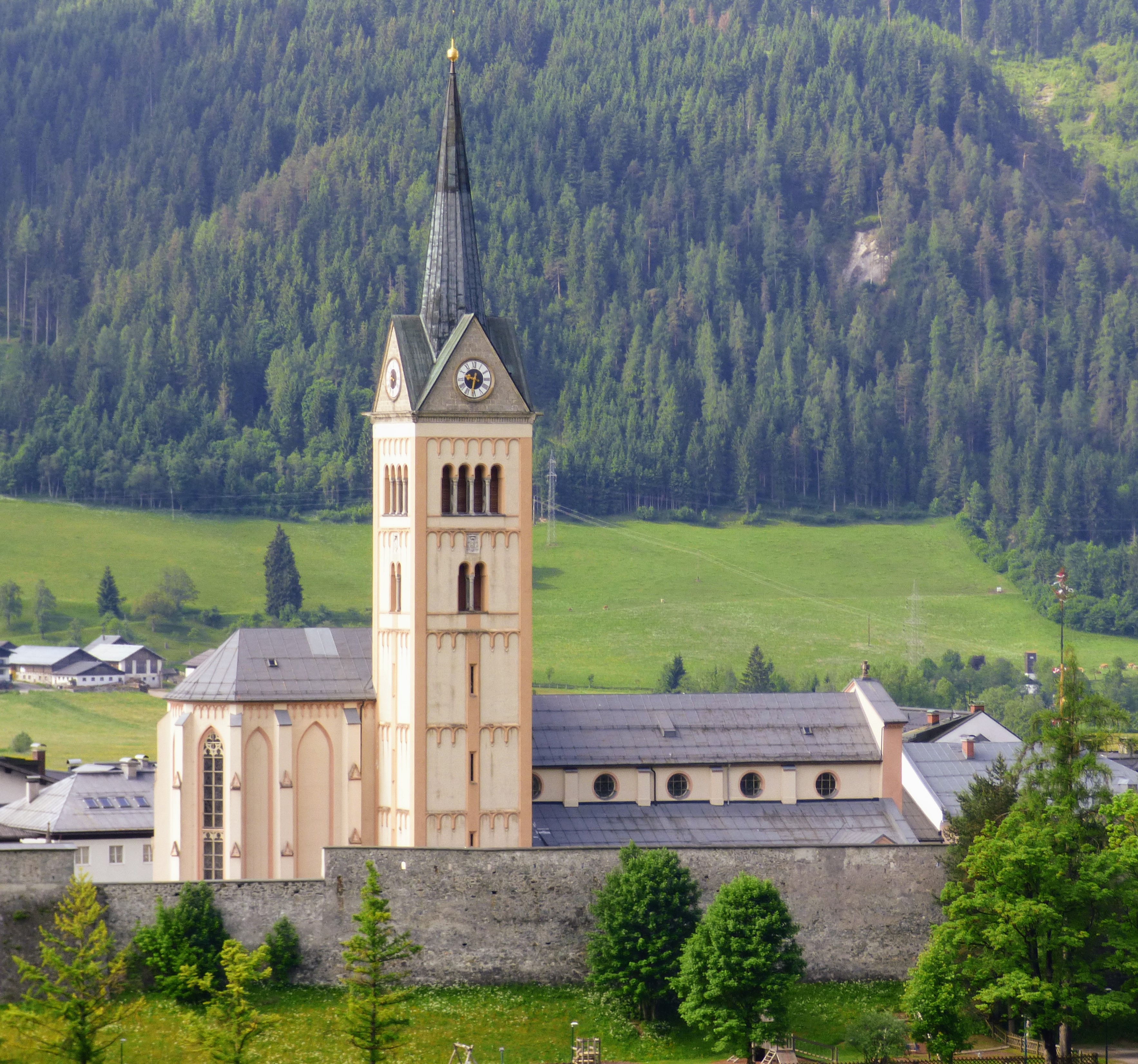
Katholische Pfarrkirche Mariä Himmelfahrt in Radstadt

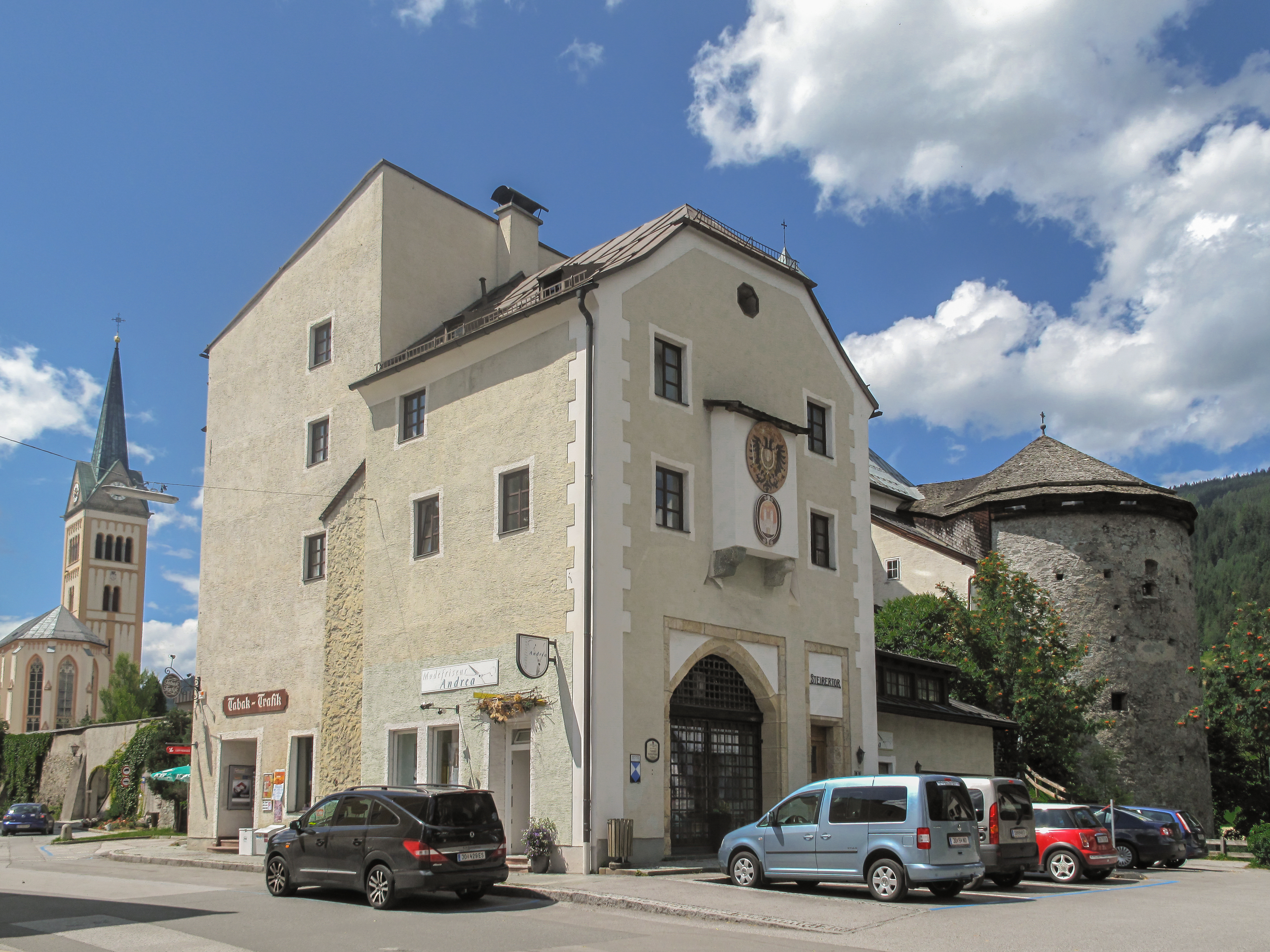
Steirertor und Kapuzinerturm

### Paul Hofhaimer Tage
Seit 1987 finden in Radstadt die Paul Hofhaimer Tage statt, die jeweils Ende Mai/Anfang Juni ein Konzertprogramm bieten.

### Bauwerke
- Stadtbefestigung Radstadt: Im 13. Jahrhundert (ab 1231) befestigte mittelalterliche Stadt, wobei von mehreren verheerenden Bränden ein Großteil der ursprünglichen Bausubstanz schon vor Jahrhunderten zerstört wurde. Das heutige Stadtbild prägen neuzeitlich-bürgerlicher Barock und Klassizismus. Noch erhalten sind Teile der frühneuzeitlichen Stadtmauer mit Hexen-, Teich- und Kapuzinerturm. Vor dem Teichturm findet man noch einen Teil des Stadtgrabens.
- Pfarrkirche Radstadt: mehrfach umgebaute dreischiffige Basilika im reromanisch-regotischen Stil. 1314 wurde in Radstadt die erste Kirche gebaut. Durch die Stadtbrände wurde sie immer wieder verwüstet, letztmals 1865. In der Stadtpfarrkirche befindet sich auch die Paul-Hofhaymer-Gedächtnisorgel.
- Evangelische Versöhnungskirche: 1994 bis 1996 errichtetes Architekturensemble
- Schusterturm: spätgotische Lichtsäule aus 1513 im Friedhof der Stadtpfarrkirche
- Kapuzinerkirche und Gruft: barocker Hochaltar; der Kapuzinerturm wird als Teil des Heimatmuseums Schloss Lerchen genutzt.
- Schloss Lerchen: 1298 erstmals urkundlich erwähnt, 1779 renoviert; beherbergt heute das Heimatmuseum
- Schloss Tandalier: entstand aus einem seit dem 15. Jahrhundert nachweisbaren Bauernhaus, das 1569 in ein unbefestigtes Renaissanceschloss umgebaut wurde
- Burg Radstadt: ehemals Kapuzinerkloster, heute Pfarrhof
- BORG Radstadt (Bundesoberstufenrealgymnasium): Die Erweiterung um einen zweistöckigen Zubau aus Holz (Fichte; Fassade: Lärche) wurde im Dezember 2024 eröffnet.[11]
- Schloss Mauer: umfriedetes Anwesen mit einer Mauer mit Türmen bewehrt, in Privatbesitz
- Befestigungsanlage Mandlingpass: Befestigungsanlage in Mandling an der Ennstal Straße

### Sonstige Sehenswürdigkeiten
- Heimatmuseum: befindet sich im Schloss Lerchen und zeigt die Geschichte Radstadts, Handwerk und sakrale Kunst
- Millenniumspfad: 1000 Schritte rund um die Stadtmauer und durch die Geschichte Österreichs
- Anfang 2018 erhält Radstadt nach 42 Jahren Pause wieder ein Kino – im Dachgeschoß des Amtmannturms aus dem 16. Jahrhundert.[12]

### Freizeit und Sport
Sport und Freizeitgestaltung im Winter und Sommer:
- Sportzentrum (Tennis, Skatepark, Asphaltstockbahnen, Eislaufplatz, Minigolf)
- Schwimmbad
- Golf
- Reiten
- Bergbahnen (Schischaukel Radstadt – Altenmarkt, Teil des Wintersportgebietes Ski amadé)

## Wirtschaft und Infrastruktur
Hauptstandbein der Stadt stellt der Tourismus dar. Radstadt liegt zentral im Skiverbund Ski amadé zwischen weiteren bedeutenden Skigebieten, während das hauseigene Skigebiet an der Kemahdhöhe nur von geringerer überregionaler Bedeutung ist. Eine Vielzahl an Beherbergungsbetrieben in allen Kategorien steht an diesem Urlaubsort zur Verfügung und bringt der Stadt hohe Einnahmen.

### Wirtschaftssektoren
Der größte Arbeitgeber im Produktionssektor war der Bereich Herstellung von Waren, der sechzig Prozent der Arbeitnehmer beschäftigte, gefolgt von der Bauwirtschaft mit dreißig Prozent. Im Dienstleistungssektor beschäftigten die Bereiche Handel sowie soziale und öffentliche Dienste jeweils dreißig Prozent der Erwerbstätigen. Dahinter folgten Beherbergung und Gastronomie mit achtzehn und freiberufliche Tätigkeiten mit zwölf Prozent (Stand 2011).
| Wirtschaftssektor            | Anzahl Betriebe | Anzahl Betriebe | Erwerbstätige | Erwerbstätige |
| Wirtschaftssektor            | 2011            | 2001            | 2011          | 2001          |
| ---------------------------- | --------------- | --------------- | ------------- | ------------- |
| Land- und Forstwirtschaft 1) | 127             | 127             | 105           | 129           |
| Produktion                   | 90              | 64              | 1072          | 932           |
| Dienstleistung               | 348             | 243             | 1203          | 1195          |

1) Betriebe mit Fläche in den Jahren 2010 und 1999

### Berufspendler
Von den 2300 Erwerbstätigen, die im Jahr 2011 in Radstadt wohnten, arbeitete eine Hälfte in der Stadtgemeinde, die andere Hälfte pendelte aus, blieb aber größtenteils im Bezirk. Rund sechzig Personen mehr pendelten zur Arbeit nach Radstadt.

### Verkehr
- Eisenbahn: Radstadt liegt an der Ennstalbahn mit Direktverbindungen nach Salzburg und Graz.
- Straße: Durch Radstadt verläuft die Katschberg Straße B99 von Bischofshofen nach Spittal an der Drau. Von dieser zweigt in der Stadt die Ennstal Straße B320 nach Schladming und Liezen ab. Die Tauern Autobahn A10 erreicht man zehn Kilometer im Westen der Stadt.[17]

## Persönlichkeiten

### Söhne und Töchter der Gemeinde
- Paul Hofhaimer (1459–1537), Organist und Komponist
- Johann Georg Mohr (1656–1726), Barockbildhauer
- Joseph Reisinger (1803–1865), Mediziner, Politiker und Mitglied der Frankfurter Nationalversammlung
- Josef Scheiblbrandner (1842–1911), Bäckermeister u. Gemischtwarenhändler, Bürgermeister u. Landtagsabgeordneter, Ehrenbürger
- Johann Kirchner (1876–1948), Landwirt und Politiker
- Karl Berg (1908–1997), Erzbischof von Salzburg
- Josef Schintlmeister (1908–1971), Kernphysiker
- Georg Maier (1927–1999), Politiker, Abgeordneter zum Salzburger Landtag
- Josef Krawina (1928–2018), Architekt
- Josefine Frandl (* 1930), Skirennläuferin
- Walter Habersatter (1930–2018), Skispringer und Skisprungtrainer
- Josef Perner (* 1948), Psychologe
- Johanna Maier (* 1951), Starköchin
- Helmut Günther (* 1953), Politiker, Abgeordneter zum Wiener Landtag
- Cyriak Jäger (* 1958), Posaunist
- Peter Juric (* 1958), Skilangläufer

- Rupert Klieber (* 1958), römisch-katholischer Kirchenhistoriker
- Heinz Hechenberger (* 1963), Radrennfahrer
- Roswitha Stadlober (* 1963), Skirennläuferin, Präsidentin des Österreichischen Skiverbandes (ÖSV)
- Christian Pewny (* 1967), Politiker, Bürgermeister von Radstadt, Abgeordneter zum Nationalrat und Landesrat
- Maria Kirchgasser-Pichler (* 1970), Snowboarderin
- Andreas Schifferer (* 1974), Skirennläufer
- Michael Walchhofer (* 1975), Skirennläufer
- Brigitte Obermoser (* 1976), Skirennläuferin
- Markus Eggenhofer (* 1987), Skispringer
- Michael Reiter (* 1988), Biathlet
- Christopher Neumayer (* 1992), Skirennläufer
- Sascha Huber (* 1992), Webvideoproduzent mit Fokus auf Fitness und Ernährung

### Personen mit Bezug zur Gemeinde
- Robert Kleindienst (* 1975), Schriftsteller
- Johann Lienbacher (1818–1894), Priester und Bergwerksbesitzer
- Bernhard Schneider (* 1960), Musikpädagoge, Komponist, Chorleiter und Organist[18]
- Alois Winkler (1838–1925), Prälat, Landeshauptmann und erster Ehrenbürger